# 栃本武良
栃本 武良（とちもと たけよし、1941年 - 2019年5月28日）は、日本の生物学者。オオサンショウウオのフィールドワークを通じた研究の第一人者であった。
東京水産大学卒業後、芝中学校・高等学校の生物教員として2年務めた。1975年からオオサンショウウオの生態調査を開始する。1994年から2005年まで姫路市立水族館の館長を務め、2007年の退職を機に兵庫県朝来市生野町の旧黒川小中学校の廃校施設を借り受け、日本ハンザキ研究所（環境学習・交流施設及び博物館（あんこうミュージアムセンター））を設立した。主に近くの河川に生息するオオサンショウウオの個体調査を続けた。
2019年5月28日、病気のため姫路市内の病院で死去。

## テレビ出演
- 所さんの目がテン! - 2018年9月30日(日) 9:55 - 10:25[7]